# 9M133M Kornet-M
El 9M133M Kornet-M (también conocido por su nombre para la exportación 9M133 Kornet-EM) es un misil antitanque guiado (ATGM) fabricado en Rusia. El misil es una versión mejorada del 9M133 Kornet que cuenta con un mayor alcance, una mayor capacidad de disparo y una carga explosiva mejorada, se trata de un misil guiado por láser hasta el objetivo.
Los misiles Kornet-EM se utilizan principalmente en el sistema de armas Kornet-D, una plataforma basada en el vehículo militar GAZ Tigr. Los misiles Kornet-M son compatibles con los lanzadores Kornet estándar.

## Diseño
El misil fue introducido por los rusos en 2012, está equipado con un rastreador de objetivos automático, una vez el operador ha designado un blanco, el rastreador automático de objetivos apunta un rayo láser hacia el blanco y el rayo guía al misil hacia su objetivo. 
El rastreador automático permite que un vehículo equipado con dos lanzadores ataque a dos objetivos diferentes al mismo tiempo, disminuyendo la cantidad de vehículos necesarios para llevar a cabo una misión. 
El misil puede derrotar a los vehículos blindados equipados con un sistema de protección activa (APS), disparando dos proyectiles contra el mismo blanco.
El hecho de que el sistema esté equipado con un rastreador automático, hace que el misil sea más eficaz contra amenazas aéreas como helicópteros militares y vehículos aéreos no tripulados (VANT) en vuelo bajo.
El Kornet-M ha sido diseñado para derrotar a vehículos equipados con blindaje reactivo explosivo (ERA), el misil está armado con una carga en tándem. También hay variantes del Kornet-M equipadas con cargas explosivas de alto poder explosivo antitanque (HEAT) y cargas termobáricas.

## Operadores
- Rusia[7][8]
- Baréin[9]
- Argelia[10]
- Arabia Saudita[11] (producción bajo licencia)
- Irán[12] (producción bajo licencia)
- Camerún